# Jakoeten
Jakoeten (Jakoets: Сахалар; Sachalar, Russisch: Якуты; Jakoety), eigen benaming: Sacha, zijn een Turks volk dat wordt geassocieerd met de Russische autonome republiek Jakoetië (Republiek Sacha). Het Jakoets behoort tot de Noordelijke tak van de Turkse talen en heeft circa 450.000 sprekers (volkstelling 2010) die voornamelijk wonen in Jakoetië en de gebieden daaromheen (oblast Amoer, oblast Magadan, oblast Sachalin, Tajmyr en Evenkië). De Jakoeten omvatten momenteel ongeveer een derde van de bevolking van Jakoetië, wat een stuk minder is dan voor de sovjetperiode, toen door allerlei politieke beslissingen hun aandeel werd verminderd. Het Jakoets wordt als iets minder bedreigd beschouwd dan veel andere bedreigde talen in Rusland.
De Jakoeten worden op basis van geografische en economische aspecten onderverdeeld in twee hoofdgroepen; de Noordelijke Jakoeten zijn van oorsprong seminomadische jagers, vissers en rendierhouders, terwijl de Zuidelijke Jakoeten zich toeleggen op veeteelt; met name de paardenfokkerij met Jakoetpaarden. Volgens een andere geografische definitie wordt onderscheid gemaakt naar Noordelijke Jakoeten (Russisch: severnye jakoety), Amga-Lena-Jakoeten (amginsko-lenskieje jakoety), Viljoej-Jakoeten (viljoejskieje jakoety) en Oljokma-Jakoeten (oljokminskieje jakoety).
Kinderen van wie een van de ouders een Jakoet is, worden aangeduid als Sachaljaren (Russisch: сахаля́ры; sachaljary, Jakoets: аhынайдар; ahynajdar).

## Oorsprong en leefwijze
Traditioneel wordt door de meeste wetenschappers aangenomen dat de Jakoeten van oorsprong uit de regio rond het Baikalmeer komen en onder andere afstammen van Turkse volken uit Zuid-Siberië, zoals de Koeryk. De Boerjaten zouden hen in de 10e of 13e eeuw uit de regio rond het Baikalmeer hebben verjaagd, waarna ze zich vestigden aan de middenstromen van de rivieren de Lena, Aldan en Viljoej en zich daar vermengden met andere noordelijke inheemse volken van Rusland zoals de Evenken en Evenen.
In maart 2003 deed het Max-Planck-Instituut voor evolutionaire antropologie een vergelijkende studie, waarbij het mitochrondiale DNA van meer dan 100 Jakoeten met andere Eurazische volken werd vergeleken. Hieruit bleek een grote genetische gelijkenis met de Evenken die in hetzelfde gebied wonen en met de in Zuid-Siberië woonachtige Tuvienen. Omdat zeker de helft van de Jakoetische vrouwen van Evenkische afkomst is, bestaat het vermoeden dat een groep uit Zuid-Siberië naar het noorden is getrokken en zich met de daar woonachtige Evenken heeft vermengd.
De Jakoeten vallen onder te verdelen in een Noordelijke en een Zuidelijke tak. De Noordelijke Jakoeten waren van oorsprong vooral jagers, vissers en rendierherders, terwijl de Zuidelijke Jakoeten vooral vee en paarden hoeden. Beide groepen leefden in een vorm van joerten en leidden een seminomadisch (pastoraal) bestaan, met jaarlijkse migratie van winterkampen naar zomerkampen.
De Jakoeten waren bij de komst van de Russen onderverdeeld in subgroepen genaamd d'on of ajmach die in constante oorlog met elkaar waren. De ajmach waren onderverdeeld in clans en exogamie was wijd verspreid. Boven de clans stond de aristocratie; de tojons die ook de militaire leiders waren. De tojons onderscheiden zich door grote rijkdom, grote veekuddes en hadden veel slaven en ondergeschikte clanleden in dienst. De belangrijkste sociale eenheid was destijds het kerngezin, waarbij huwelijken over het algemeen monogaam waren. Polygamie deed er pas haar intrede in de 19e eeuw en alleen bij de rijkeren. De rijkere Jakoetische clans waren patrilineair (cq. afstammend van een gemeenschappelijke vader), maar bij polygame clans wel onderverdeeld naar de vrouw bij wie de kinderen waren verwekt.
De Jakoeten waren een sjamanistisch volk. De sjamaan werd beschouwd als de knecht van de geesten bij de Jakoeten. Zowel mannen als vrouwen konden sjamaan worden, maar vrouwen werden beschouwd als machtiger. Zenuwaandoeningen werden beschouwd als een teken dat iemand was verkozen door de geesten. Sjamanen hadden bij de Jakoeten als belangrijkste taken de genezing van zieke mensen en het voorkomen van rampen. Ook diende de sjamaan als waarzegger. Smeden werden gerelateerd aan de sjamanen en smeden behandelden ook ziekten en konden ook profetische voorspellingen doen of advies geven. De smid werd ook geacht macht te hebben over de geesten, omdat men aannam dat geesten bang waren voor het geluid van ijzer.

## Onder Russisch bestuur
Rond 1620 kwamen de Russen naar het gebied en annexeerden het in het Russische Rijk. De bevolking moest vanaf toen de jasak (belasting in de vorm van huiden) betalen aan de tsaren. De Russische overheersers sloegen meerdere opstanden van de Jakoeten neer tussen 1634 en 1642. De ontdekking van goud in 1846 in het gebied zorgde voor de Siberische goldrush, waarbij vele gelukzoekers uit Europees Rusland naar het gebied kwamen, maar meestal niet bleven. De bouw van de Trans-Siberische spoorlijn zorgde voor een snellere groei van de Russische bevolking. Rond 1820 waren bijna alle Jakoeten bekeerd tot het Russisch-orthodoxe geloof, maar dit geloof werd en wordt vaak vermengd met oude sjamanistische gewoontes.
De clanstructuur werd behouden tot aan de Russische Revolutie in de vorm van bestuurlijke eenheden. Elke clan had een gemeenschap, die ook wel aga-usa werd genoemd. Deze gemeenschap verkoos de ouderen voor de raad. Daarboven stonden de naslegi (nu de Jakoetische vorm van selsovjets) en daarboven de ulus. Elk niveau bestond uit een raad van ouderen die het bestuurden.
In 1919 werd door de Opperste Sovjet het gebied hernoemd tot de Jakoetische ASSR (Autonome Socialistische Sovjet Republiek). Het stalinistische collectivisatiebeleid begon in 1928 en zorgde voor duizenden doden onder de Jakoeten, waarvan ze zich pas begonnen te herstellen in de jaren 60.
De Opperste Sovjet verklaarde op 15 augustus 1991 de Jakoetenrepubliek onafhankelijk, maar omdat Russen de meerderheid vormen binnen het gebied werd dit al snel omgezet naar een autonome republiek.